# Musterprozess
Als Musterprozess (auch Musterverfahren oder Musterklage) bezeichnet man in Deutschland ein als klärenden Einzelprozess für eine Vielzahl möglicher Prozesse geführtes Gerichtsverfahren. Seine Entscheidung entfaltet für andere, im Hinblick auf den Musterprozess ausgesetzte Verfahren eine Bindungswirkung, da im Musterprozess über eine bislang ungeklärte Rechtsfrage von grundsätzlicher Bedeutung entschieden wird. Darin unterscheidet es sich von einem im kontinentaleuropäischen Rechtskreis nicht unmittelbar bindenden Präzedenzfall.
Im Common Law, das insbesondere ein Fallrecht ist, besteht die Möglichkeit von Sammelklagen mit der Besonderheit, dass sich die Rechtskraft der Entscheidung auch auf jene Personen erstreckt, die in gleicher Weise wie die Kläger von dem streitgegenständlichen Sachverhalt betroffen sind – unabhängig davon, ob sie selbst geklagt haben. Ein Beispiel ist die US-amerikanische class action.

## Gesetzliche Regelung

### Zivilprozessrecht
§ 148 Abs. 2 ZPO erlaubt die Aussetzung wegen Vorgreiflichkeit, bis ein Musterprozess rechtskräftig entschieden ist, allerdings nur, wenn der Kläger nicht Verbraucher ist. Für Musterfeststellungsklagen gemäß § 606 ZPO sieht § 613 ZPO eine Bindungswirkung des Musterfeststellungsurteils gegenüber Verbrauchern vor, die ihre Ansprüche zur Eintragung in das Klageregister angemeldet hatten (§ 608 ZPO). In diesem Fall ist die Verjährung des Anspruchs gehemmt (§ 204 Abs. 1 Nr. 1a BGB).
Das Kapitalanleger-Musterverfahrensgesetz (KapMuG) zielt auf die einheitliche Klärung durch Musterentscheid in allen zuvor ausgesetzten Verfahren (§ 8, § 22 KapMuG).

### Allgemeine und besondere Verwaltungsgerichtsbarkeit
Ist die Rechtmäßigkeit einer behördlichen Maßnahme Gegenstand von mehr als zwanzig Verfahren, können die Verwaltungs- und die Sozialgerichte eines oder mehrere geeignete Verfahren vorab durchführen und die übrigen Verfahren aussetzen (§ 93a VwGO, § 114a SGG). Die Vorwegdurchführung von Musterverfahren als solche unterliegt keinen verfassungsrechtlichen Bedenken. Auch das Bundessozialgericht sieht die Vereinbarung der Durchführung eines Musterprozesses grundsätzlich als zulässig an. Die Auswahl der Verfahren hat nach sachgemäßen Kriterien zu erfolgen. Sämtliche Verfahren müssen ein und dieselbe  behördliche Maßnahme betreffen. Es reicht nicht aus, dass mehrere behördliche Entscheidungen eine Rechtsfolge in Bezug auf einen jeweils gleich gelagerten Sachverhalt aussprechen (sog. unechte Massenverfahren).
Die Beteiligten der ausgesetzten Verfahren werden im Musterprozess nicht gehört und haben keinen Anspruch, im Revisionsverfahren beigeladen zu werden. Ihre Rechte sind nach der Rechtsprechung des Bundesverwaltungsgerichts in den Nachverfahren ausreichend gewährleistet.
In der Rechtsprechung des Bundesverfassungsgerichts ist außerdem geklärt, dass eine Entscheidung im Beschlusswege nach § 93a Abs. 2 Satz 1 VwGO weder von vornherein gegen Art. 19 Abs. 4 Satz 1 GG noch von vornherein gegen Art. 103 Abs. 1 GG verstößt.

## Bindungswirkung kraft Parteivereinbarung
Außerhalb der gesetzlich geregelten Möglichkeiten sind auch vertragliche Abreden denkbar, um Streit oder Ungewissheit über ein Rechtsverhältnis durch den Verweis auf ein Musterverfahren zu  bereinigen.

## Österreich
Im österreichischen Zivilprozessrecht ist zwischen der Verbandsklage, der Sammelklage nach österreichischem Recht und einem „Verbands-Musterprozess“ und zu unterscheiden.
Der „Verbands-Musterprozess“ ermöglicht ein Testverfahren, „um im allgemeinen Interesse eine Klärung bestimmter, über den Einzelfall weit hinausgehender Rechtsfragen zu bewirken.“ Dazu können Verbraucher klageberechtigten Verbänden (§ 29 KSchG) ihre Ansprüche abtreten, die durch die Verbände im eigenen Namen eingeklagt werden. Die von § 29 KSchG erfassten Verbände ziehen im Sinne ihrer gemeinwohlorientierten Aufgaben im Regelfall lediglich solche Forderungen an sich, bei denen an der Klärung von Rechtsfragen ein Allgemeininteresse besteht. Indem derlei Streitigkeiten gemäß § 502 Abs. 5 Nr. 3 öZPO von den Rechtsmittelbeschränkungen ausgenommen wurden, wird ein Musterprozess bis zum Obersten Gerichtshof (OGH) mit einer oberstgerichtlichen Rechtsprechung zu Rechtsfragen von allgemeiner Bedeutung ermöglicht.
So haben die Wiener Linien alle ihre Kunden entschädigt, als durch ein Musterurteil des OGH feststand, dass eine einseitige Preiserhöhung nicht gesetzesgemäß war.
Anders als bei der Sammelklage, die der gemeinsamen Anspruchsdurchsetzung dient und der Verbandsklage im Interesse des Verbraucherschutzes sollen im Musterprozess vor allem Rechtsfragen von grundsätzlicher Bedeutung geklärt werden, insbesondere in Fällen eines Massenschadens über die für alle Geschädigten gleichen Rechts- und Tatfragen. Ziel ist die Entschädigung aller Betroffener, auch wenn diese ihre Ansprüche nicht zum Inkasso an einen Klagsverband zedieren. Ohne eine entsprechende Verzichtsvereinbarung mit dem Beklagten droht diesen Anspruchstellern jedoch die Verjährung.

## Schweiz
Nach Art. 126 ZPO kann das Gericht ein Verfahren sistieren (aussetzen), wenn die Zweckmässigkeit dies verlangt. Das Verfahren kann namentlich sistiert werden, wenn der Entscheid vom Ausgang eines anderen Verfahrens abhängig ist. Dieses andere Verfahren wird in der Schweiz Muster-  bzw. Pilotprozess oder leading case genannt und entfaltet für die sistierten Verfahren faktische Präjudizwirkung.
Möglich ist auch eine Musterprozessvereinbarung.